# Johannes Bürkli
Johannes Bürkli (geboren am 26. Oktober 1745 in Zürich; gestorben am 2. September 1804 ebenda) war ein Schweizer Staatsmann, Dichter und Herausgeber.

## Leben und Werk
Bürkli war der Sohn des Salomon Bürkli aus einem alten Zürcher Patriziergeschlecht und übte dementsprechend im Lauf seines Lebens verschiedene politische Ämter aus. Von 1773 bis 1780 war er Stadtrichter, von 1783 bis 1798 Zunftmeister (Baptistalrat), also Mitglied des Kleinen Rates, der Zürcher Stadtregierung, von 1783 bis 1784 war er Obervogt von Rümlang und von 1784 bis 1794 Obervogt von Erlenbach. Nach dem Franzoseneinfall von 1798 flüchtete er nach Bern. In der Folge widmete er sich philanthropischen Aktivitäten zur Milderung des materiellen Elends, vor allem in Zusammenarbeit mit der von Hans Caspar Hirzel gegründeten «Zürcher Hülfsgesellschaft». Durch die von ihm im Sommer 1800 mit dem Gedichtband Bürklin’s auserlesene Gedichte zum Besten der verunglückten Schweizer veranstaltete Sammlung konnte eine Summe von über 16'000 Franken eingenommen werden.
Als Dichter steht er in der Nachfolge Johann Jakob Bodmers. Seine literarischen Bestrebungen gingen über das seinem Stand entsprechende gelegentliche Musenopfer hinaus, da er sich von ihnen eine Linderung seiner melancholischen Zustände erhoffte. Er verfasste Gedichte, Skizzen und Anekdoten und gab mehrere Anthologien heraus. Seine Themen waren wie bei seinem Vorbild und Freund Lavater Liebe, Freundschaft und Vaterland.
Verheiratet war er seit 1768 mit Ursula Schulthess.

## Werke
- Amors Reisen nebst einigen Fragmenten, aus seinem Tagebuch gezogen. Bern 1776, Digitalisat.
- Launigte Erzählungen und Spiele. Paris 1776, Digitalisat.
- Meine Phantasien und Rhapsodien. Zürich 1785, Digitalisat.
- Tropheen des schönen Geschlechts. Anekdoten. Tübingen 1791 (anonym erschienen), Digitalisat.
- Komische Reisen eines kleinen Amors. Zürich 1792, Digitalisat.
- Anekdoten großer und berühmter Frauenzimmer die ihrem Geschlechte Ehre machten in den älteren und neuern Zeiten. Tübingen 1793.
- Bürklin’s auserlesene Gedichte zum Besten der verunglückten Schweizer. Bern 1800, Digitalisat.
- Sämtliche Gedichte. Bern 1802.

als Herausgeber:
- Gedichte über die Schweiz und über Schweizer. 2 Bände. Bern 1793, Digitalisat Bd. 1, 2.
- Schweitzerische Blumenlese. 3 Bände. Zürich/Winterthur 1793, Digitalisat Bd. 1, 2, 3.
- Neue Schweizerische Blumenlese. St. Gallen 1798.